# Erfurter Unionsparlament

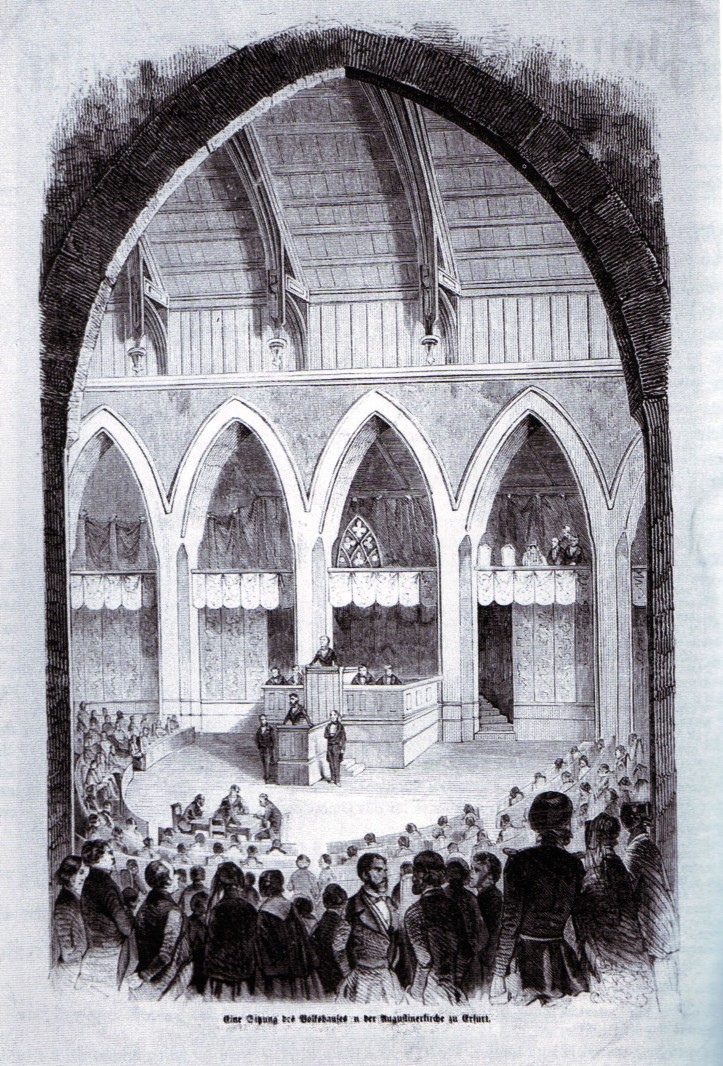
Sitzung im Volkshaus des Unionsparlaments

Das Erfurter Unionsparlament war ein Organ, das über die Erfurter Unionsverfassung beraten sollte. Es tagte vom 20. März bis zum 29. April 1850 in Erfurt, in der Augustinerkirche. Ursprünglich lautete der Name Reichstag, aber noch vor Zusammentritt wurde er (im Februar 1850) in Parlament der Deutschen Union geändert.
Das Parlament bestand aus zwei Kammern: Die Mitglieder des Staatenhauses wurden von den Landesregierungen und Landesparlamenten ernannt, die Mitglieder des Volkshauses vom Volk gewählt. Allerdings durften nach dem angewandten Dreiklassenwahlrecht nur Männer wählen, die Steuern zahlten, und außerdem begünstigte das Wahlsystem die Reichen außerordentlich. Die Linke boykottierte die Wahlen daher.
In beiden Häusern waren die rechten Liberalen die stärkste Kraft. Sie setzten es durch, dass das Parlament den Verfassungsentwurf für die Erfurter Union als ganzen, en bloc, annahm. Dadurch verhinderten sie, dass die Konservativen es noch stärker in ihrem Sinn abänderten. Da die von Preußen initiierte Erfurter Union deutscher Staaten nicht zustande kam, trat das Parlament nach April nicht mehr zusammen.

## Grundlagen und Wahlen

März/April 1850: Staaten, die Abgeordnete in das Unionsparlament haben wählen lassen (gelb), Staaten des Vierkönigsbündnisses vom Februar 1850 (rot)

Am 26. Mai 1849 beschlossen Preußen, Hannover und Sachsen das Dreikönigsbündnis mit dem Entwurf der Erfurter Unionsverfassung und dem Entwurf des Erfurter Wahlgesetzes. Der Verwaltungsrat der Union legte am 17. November 1849 fest, dass die Wahlen zum Volkshaus am 24. Januar 1850 stattfinden sollten. Das waren die Urwahlen durch Urwähler (die eigentlichen Wahlberechtigten, die dabei die Wahlmänner wählten). Die Wahlmänner sollten am 31. Januar die Abgeordneten wählen. Die Ausführung der Wahl oblag den Einzelstaaten. Das Staatenhaus wurde hälftig von den Landesregierungen und von den Landesparlamenten bestellt.
Verzögerungen kamen durch das schlechte Wetter und die negative politische Stimmung zustande, denn Demokraten und linkere Liberale lehnten das Wahlsystem als undemokratisch ab. Wählen durften Männer, die unbescholten und über 30 Jahre alt waren. Gleiches galt für Kandidaten. Die Wähler wählten nach dem Dreiklassenwahlrecht, das die Reichen stark begünstigte.
Nach der Wahl der meisten Abgeordneten berief der Verwaltungsrat am 13. Februar 1850 das Parlament zum 20. März ein. Am 26. Februar folgte die Additionalakte zum Verfassungsentwurf. Darin änderte der Verwaltungsrat einige Bezeichnungen (aus dem ursprünglichen Reichstag wurde das Parlament der Deutschen Union) und legte die Zahl der Staatenhausmitglieder neu fest, da Hannover und Sachsen der Union nicht mehr angehören wollten. Die letzten Sitzungen fanden am 29. April statt, doch formell bestand das Parlament bis zum 18. Dezember 1850.

## Tätigkeit

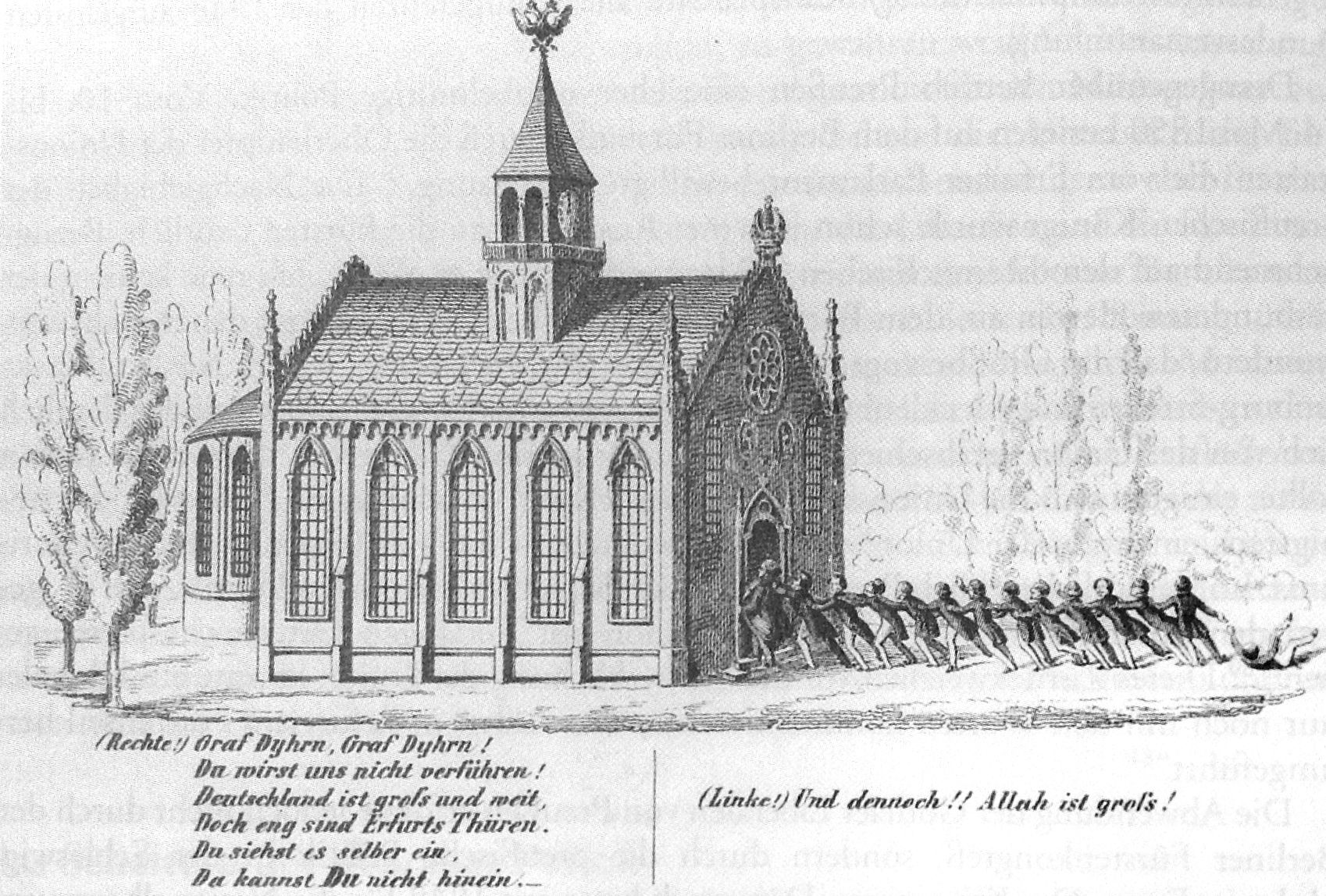
Karikatur auf das Unionsparlament, vor dessen Türen die Linke steht

Wie schon die Frankfurter Nationalversammlung so begann auch das Unionsparlament mit Gottesdiensten (für die Evangelischen in der Barfüßerkirche, für die Katholiken in der Wigbertikirche), am 20. März 1850. Im Festsaal des Regierungsgebäudes wurde das Parlament formell eröffnet. Joseph von Radowitz betrat um 11:30 Uhr den Festsaal als „erster Kommissarius des Verwaltungsrathes“ und verlas eine Eröffnungsbotschaft. Er legte auch die Verfassungsdokumente mit der Aufforderung vor, durch Vereinbarung mit den Regierungen das Verfassungswerk zustande zu bringen.
Im Gegensatz zum Frankfurter Vorbild setzte das Unionsparlament keine provisorische Zentralgewalt ein und beschloss auch keine Gesetze. Trotz seines Namens war es kein Parlament, sondern eine bloße verfassungsvereinbarende Versammlung. So konnte es sich auf die Verfassungsberatungen konzentrieren. Wichtigste Trennlinie im Unionsparlament war die Frage, ob ein Abgeordneter überhaupt eine Union wollte, und wenn ja, ob der bisherige Verfassungsentwurf en bloc (als ganzer) angenommen werden sollte. Das war die Linie der liberal-konstitutionellen Bahnhofspartei, die sich durchsetzte. Die extremen Konservativen und Großdeutschen lehnten die Union ganz ab, die gemäßigteren wollten den Verfassungsentwurf noch konservativer umschreiben. Auch die preußische Regierung drängte auf eine Revision.

## Abgeordnete

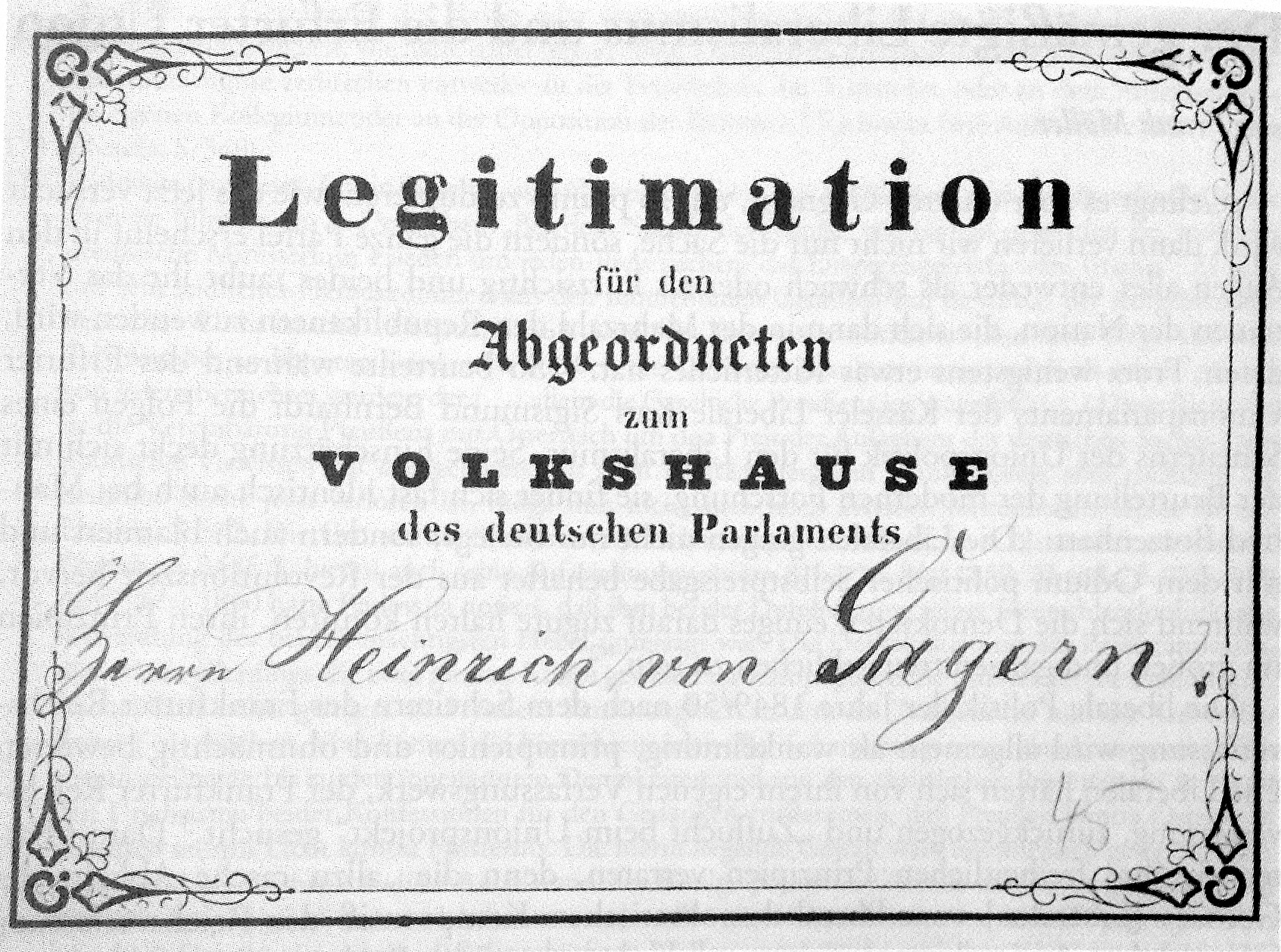
Zutrittskarte für Heinrich von Gagern in das Volkshaus

Das Staatenhaus sollte laut Additionalakte 120 Mitglieder haben, tatsächlich waren es 91. Davon waren vierzig Mandate für Preußen reserviert; Baden stellte mit zehn Mitgliedern die nächstgrößere Gruppe, das Großherzogtum Hessen und das Kurfürstentum Hessen jeweils sieben Mitglieder. Jeweils vier Mitglieder kamen aus dem Großherzogtum Mecklenburg-Schwerin und dem Herzogtum Nassau. Je zwei Sitze gab es für Braunschweig, Sachsen-Weimar-Eisenach und Oldenburg (davon blieb einer unbesetzt). Je einen Abgeordneten entsandten Anhalt-Bernburg, Anhalt-Dessau, Anhalt-Köthen, Bremen, Lippe-Detmold, Lübeck, Mecklenburg-Schwerin, Reuß älterer Linie, Reuß jüngerer Linie, Sachsen-Altenburg, Sachsen-Coburg und Gotha, Sachsen-Meiningen, Schaumburg-Lippe, Schwarzburg-Rudolstadt, Schwarzburg-Sondershausen, außerdem Waldeck und Pyrmont gemeinsam. Von dem einen Oldenburger abgesehen ernannten Hannover und Sachsen ihre je zwölf Abgeordneten nicht.
Das Volkshaus sollte 261 Mitglieder haben, de facto wurden es 223. Die größten entsendenden Einzelstaaten waren Preußen mit 158 Sitzen, Baden mit 14 Sitzen, das Großherzogtum Hessen mit neun und das Kurfürstentum Hessen mit acht Sitzen.
Von den Mitgliedern des Erfurter Unionsparlaments wurden später 42 in den Reichstag des Norddeutschen Bundes bzw. des Kaiserreichs oder in das Zollparlament von 1868 gewählt. Unter ihnen befanden sich Eduard Simson, der Präsident in der Nationalversammlung, des Erfurter Volkshauses und des Reichstags wurde, Otto von Bismarck, der spätere Reichskanzler, und Georg Beseler, prominentes Mitglied des Frankfurter Verfassungsausschusses. Einer, Max von Gagern, gehörte 1881–1889 dem Herrenhaus des österreichischen Reichsrats an.
Auch der damals an der Universität Rostock wirkende Historiker Karl Hegel gehörte dem Erfurter Unionsparlament an. Er schrieb in seiner Zeit als Abgeordneter ausführliche Briefe an seine Verlobte, die Nürnberger Patriziertochter Susanna Maria von Tucher, die lebhafte und vielfältige Einblicke geben in das gesellschaftliche Leben im Umkreis des Erfurter Unionsparlaments.

## Arbeitsweise und innere Organisation
Die Augustinerkirche war vom preußischen König persönlich als Tagungsort ausgesucht worden. Friedrich Wilhelm IV. musste der widerstrebenden Kirchengemeinde zusichern, dass weiterhin Gottesdienste gefeiert werden konnten. Außerdem zahlte der König die Renovierung des Gebäudes mit.

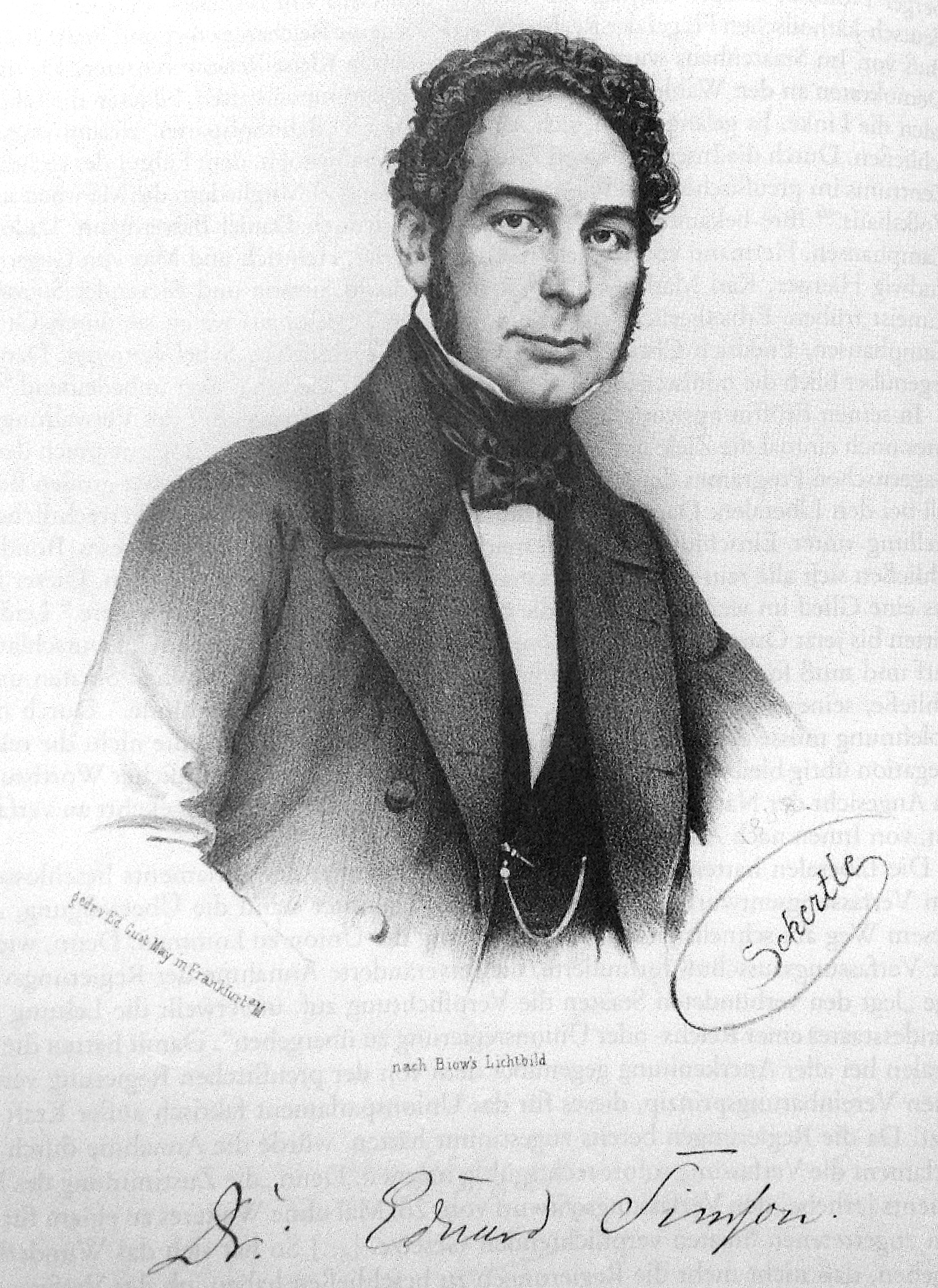
Eduard von Simson, Präsident des Volkshauses. Zuvor war er Präsident der Frankfurter Nationalversammlung und später der Reichstage bis 1874

Der Verwaltungsrat gab dem Parlament einen Entwurf für eine Geschäftsordnung mit, ebenso wie den Verfassungsentwurf und den Wahlgesetzentwurf. Bald wurde der Entwurf auch formell in Kraft gesetzt. Alterspräsident war im Staatenhaus Friedrich Eichhorn und im Volkshaus Leopold von Frankenberg. Das Staatenhaus wählte in seiner ersten Sitzung am 20. März 1850 Rudolf von Auerswald zum provisorischen Präsidenten. Auerswald wurde insgesamt dreimal mit großen Mehrheiten gewählt. Vizepräsidenten waren Christian Bernhardt von Watzdorf und Otto Graf zu Solms-Laubach (beide liberale Bahnhofspartei). Das Staatenhaus tagte, vom 20. März bis zum 29. April 1850, in insgesamt dreizehn Sitzungen.
Das Volkshaus behielt zunächst seinen Alterspräsidenten bei und wählte am 25. März Eduard von Simson zum Präsidenten. Vizepräsidenten waren Wilhelm Freiherr Schenck zu Schweinsberg und Heinrich Rüder (beide BP). Zu den Schriftführern gehörte der junge konservative Abgeordnete Otto von Bismarck-Schönhausen. Das Volkshaus tagte vom 20. März bis 29. April in insgesamt 22 Sitzungen.
Am 23. März setzte das Staatenhaus einen Verfassungsausschuss ein, mit zwanzig Abgeordneten der Bahnhofspartei und fünf Rechten. Vorsitzender war Freiherr Alexander von Schleinitz von der Bahnhofspartei. Der Verfassungsausschuss des Volkshauses vom 25. März hatte elf Mitglieder von der Bahnhofspartei und je fünf von Schlehdorn und Klemme, Vorsitzender war Ernst von Bodelschwingh.

## Fraktionen

### Bahnhofspartei

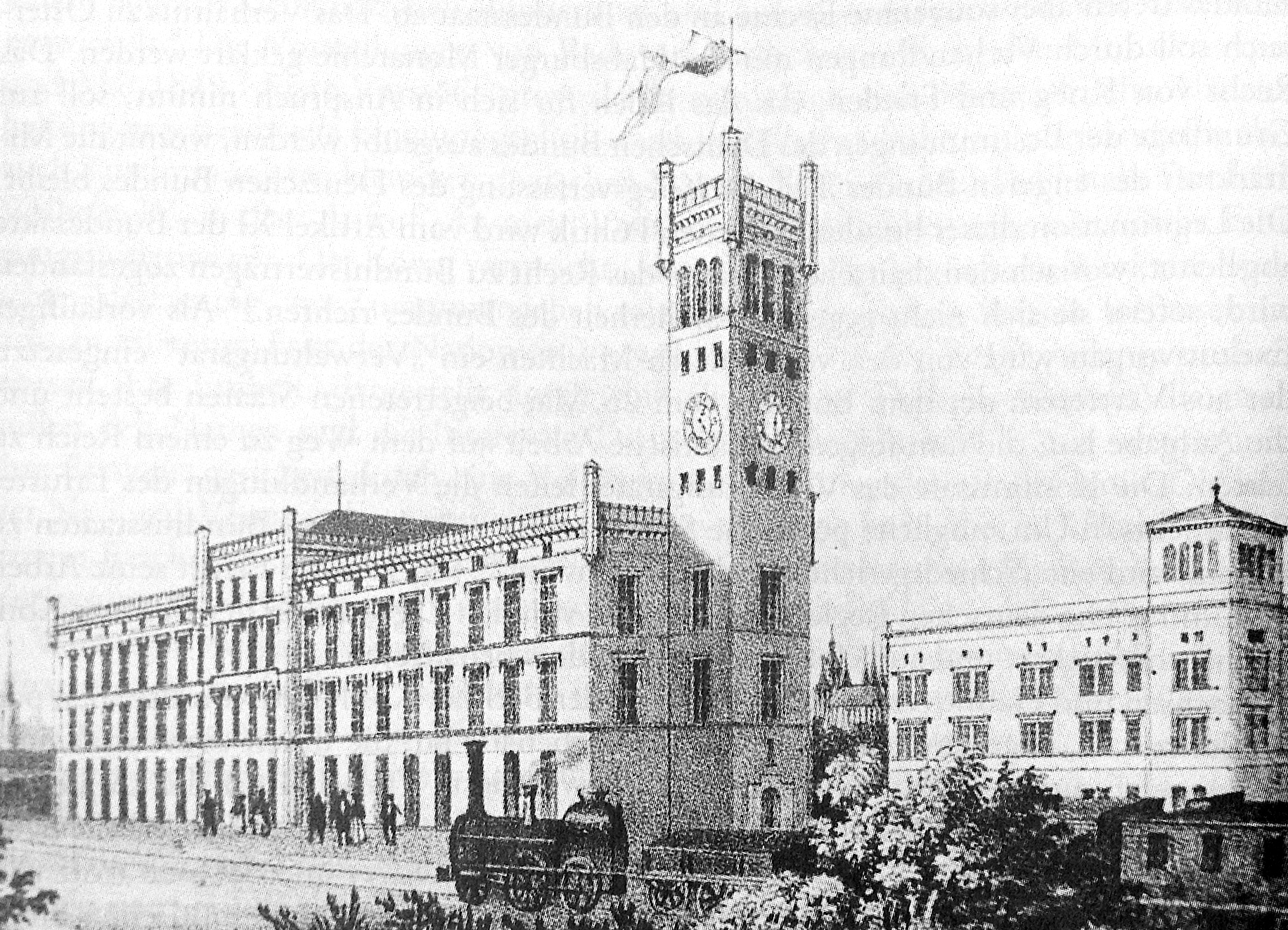
Der Erfurter Bahnhof, wo sich die liberale Bahnhofspartei traf

Die drei bis vier Fraktionen im Parlament waren noch relativ wenig gefestigt; es gab die Fraktionen meist jeweils für das Staatenhaus und für das Volkshaus. Größte Gruppe waren die rechten oder gemäßigten Liberalen, die in der Frankfurter Nationalversammlung meist dem Casino angehört hatten. Bereits auf dem Gothaer Nachparlament Ende Juni akzeptierten sie die Unionspolitik. In Erfurt tagte diese Bahnhofspartei im neuen Bahnhof, wo ihnen ihr Mitglied Gustav Graf von Keller ein Tagungslokal beschafft hatte – er war Mitglied der Direktion der Thüringischen Eisenbahngesellschaft.
Zur Bahnhofspartei gehörte aber auch der gemäßigte Konservative Ernst von Bodelschwingh. Sein Programm unterzeichneten 91 Volkshausmitglieder und 27 Staatenhausmitglieder. Sie hatten im Volkshaus eine knappe absolute Mehrheit, die sie mit „Wilden“ (fraktionslosen Abgeordneten) verstärken konnten. Der Fraktionsvorstand im Volkshaus bestand aus Freiherr von Soiron, Nebelthau, Freiherr von Speßhardt, Hergenhahn, Ernst von Bodelschwingh, Graf von Schwerin, Georg Freiherr von Vincke, Graf Keller und Geßler. Prominentes Mitglied war Heinrich von Gagern, der erste Präsident der Frankfurter Nationalversammlung und später Reichsministerpräsident 1848/1849.

### Schlehdorn

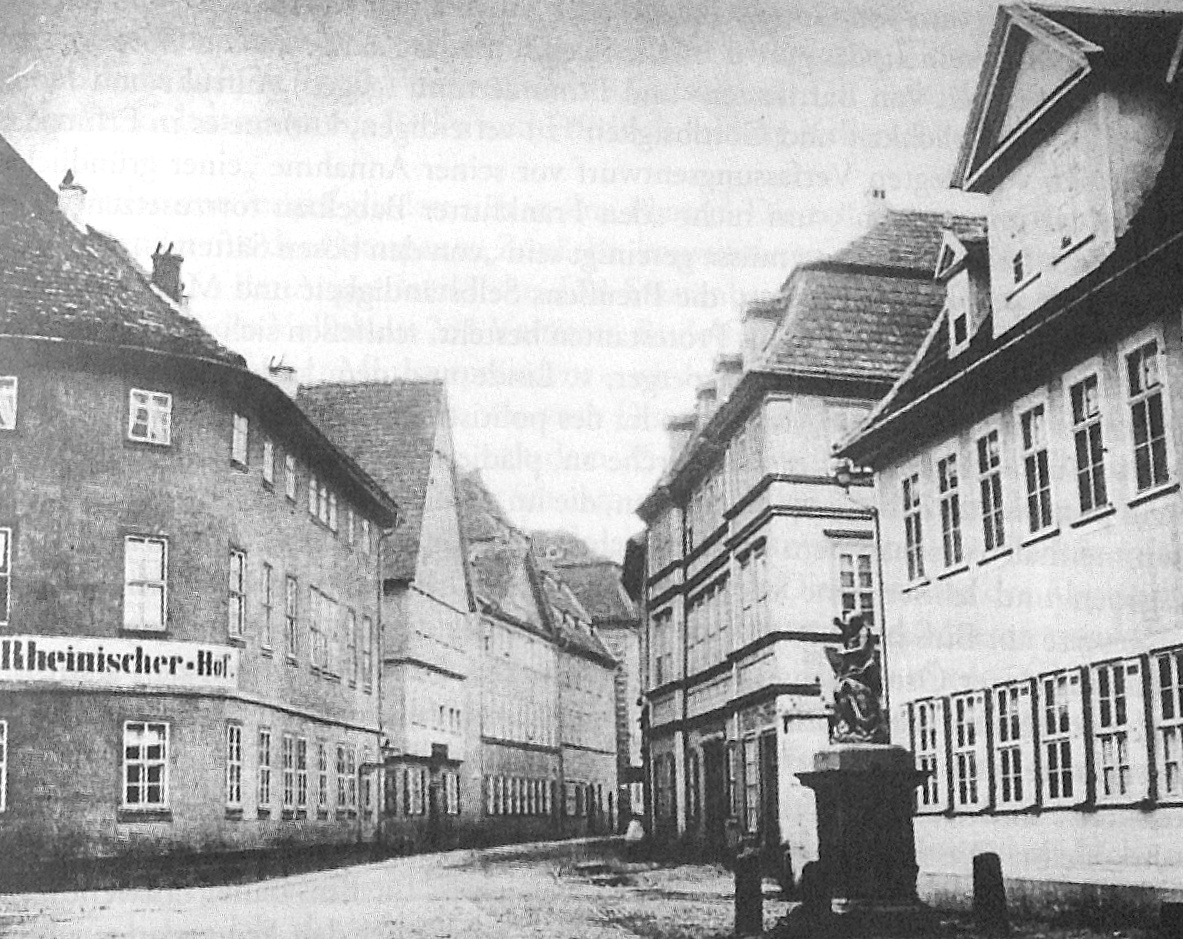
Der Rheinische Hof in Erfurt um 1900, der zuvor Schlehdorn hieß

Im Gasthaus Schlehdorn trafen sich die Konservativen. Ein Programm vom 25. März stimmte dem Verfassungsentwurf nur unter Bedingungen zu: Man müsse die Regierungen sowie die seit Mai 1849 eingetretenen Ereignisse und Erkenntnisse berücksichtigen. Am 30. März hatten sich 32 Unterzeichner gefunden. Als Anführer des Schlehdorn nannte man später die Abgeordneten von Ernst Ludwig von Gerlach, Stahl und Wantrup. Begründet wurde die Fraktion schließlich am 4. April durch ein Programm Stahls, der Vorstand wurde. Der Schlehdorn bestand nur aus Preußen, im Volkshaus stellte er etwa 60 Prozent der Abgeordneten aus Preußen.

### Weitere Gruppen
„Klemme“ hieß eine Gruppe, die sich im Restaurationslokal eines Herrn Klemm traf (laut einem Bericht vom 7. April). Sie war zwischen Bahnhofspartei und Schlehdorn eingeklemmt, denn sie lehnte die En-Bloc-Annahme des Verfassungsentwurfs ab, war aber verständigungsbereiter als die Konservativen. Eindeutig Mitglieder der Klemme waren 32 Abgeordnete, es wurden allerdings teils auch höhere Zahlen genannt. Vorstand waren die Abgeordneten Goltdammer, Urlichs und Falk.
Es entstand noch eine am meisten rechts stehende Gruppe im Staatenhaus, die sich am 8. April im Thüringer Hof traf. Sie wollten den Entwurf überhaupt ablehnen und ein Aufgehen Preußens in eine Union verhindern. Zu diesen Rechten gehörten auch sogenannte „Wilde“. Sie wollten sich nicht einer Fraktionsdisziplin unterwerfen, wie die preußischen Minister Graf von Brandenburg und Otto Freiherr von Manteuffel und auch Radowitz.
Teils als eigene Gruppe zählte man die Klerikal-Katholischen, die Ultramontanen. Sie lehnten als Großdeutsche eine Union ohne Österreich ganz ab. Im Staatenhaus fehlte diese Gruppe, im Volkshaus bestand sie aus etwa zehn Mitgliedern, die sich Ende März im Weißen Roß getroffen hatten. August Reichensperger verließ sie am 6. April Richtung Schlehdorn. De facto schloss die Gruppe sich den Rechten an, nicht aus ideologischer Verbundenheit, sondern allein wegen der gemeinsamen Ablehnung der Union.

## Bewertung

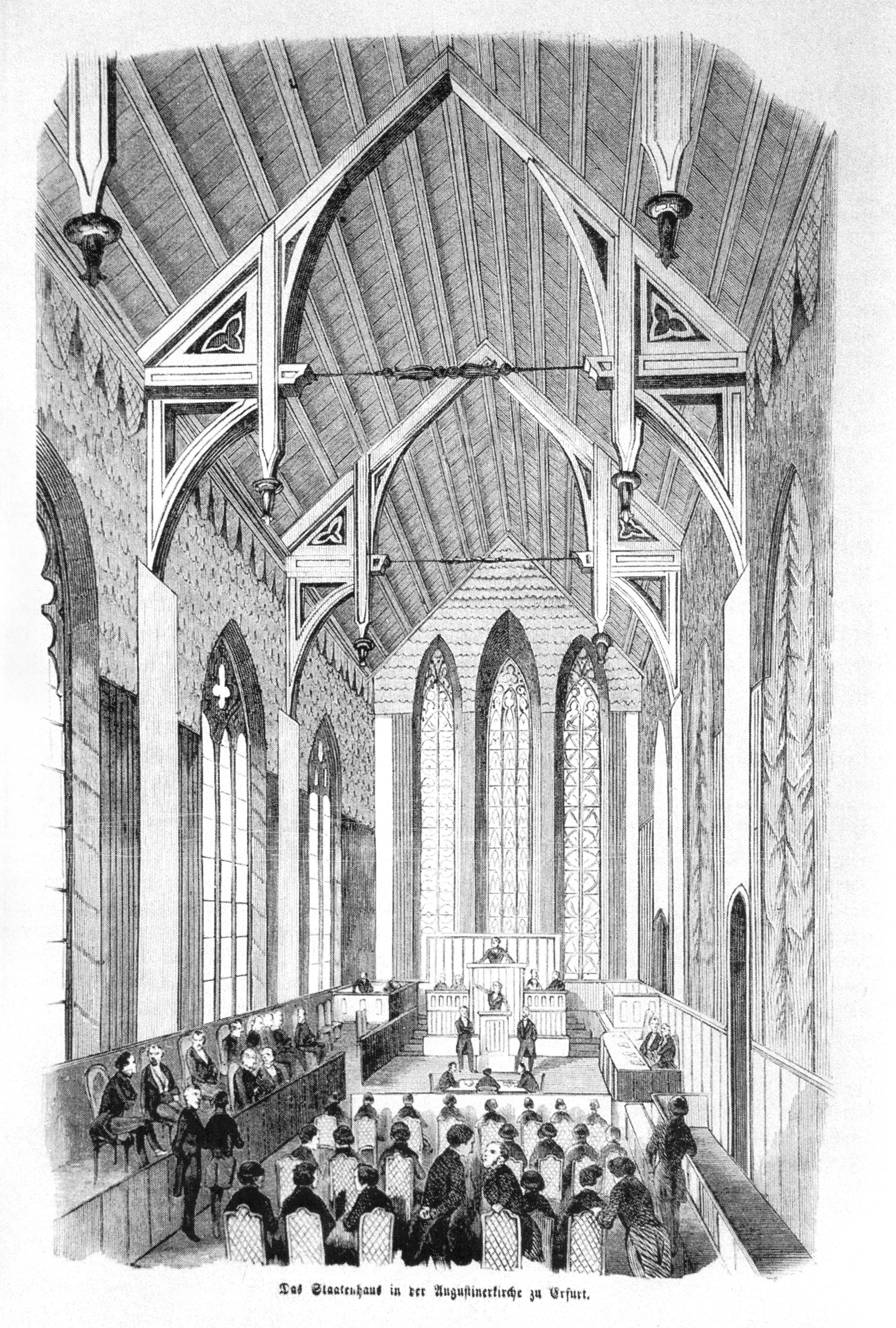
Staatenhaus in der Augustinerkirche

Laut Gunther Mai war das Erfurter Unionsparlament eines der willfährigsten des 19. Jahrhunderts, mit Liberalen, die an die Grenze der Selbstverleugnung gegangen sind. So habe es von Demokraten und Konservativen „als blamable Episode mehr Spott als ernsthafte Würdigung erfahren“. In der Parlamentsgeschichte wurde es kaum beachtet. Dabei „debattierte [es] zweifellos nicht weniger leidenschaftlich und brillant als die Frankfurter Nationalversammlung, arbeitete indes zügiger und routinierter als diese, geführt von erfahrenen Präsidenten und geprägt von inzwischen ergebnisorientierten Parlamentariern.“
Nicht am Parlament, so Mai, sondern an Preußen war die Union gescheitert. Wie die Schmach von Olmütz sollte auch das Unionsparlament möglichst schnell vergessen werden. Es wäre aber nicht gerecht, so Jochen Lengemann, das Unionsparlament nur als Blinddarmfortsatz der Frankfurter Nationalversammlung zu betrachten. Es verfestigte über Personen und Verfahren gute Traditionen der Frankfurter Zeit; auf dieser Bühne wurde erstmals die politische Bühne mit den preußischen Konservativen geteilt; eine politische Redekultur seltener Konzentration wurde gefördert. Das Verfahren der Verfassungsvereinbarung wurde 1867 von Bismarck und den verbündeten Regierungen stillschweigend für den Norddeutschen Bund kopiert.

## Belege
1. 1 2  Jochen Lengemann: Das Deutsche Parlament (Erfurter Unionsparlament) von 1850. Ein Handbuch: Mitglieder, Amtsträger, Lebensdaten, Fraktionen. Urban & Fischer, München/Jena 2000, S. 12 f.
2. ↑  Jochen Lengemann: Das Deutsche Parlament (Erfurter Unionsparlament) von 1850. Ein Handbuch: Mitglieder, Amtsträger, Lebensdaten, Fraktionen. Urban & Fischer, München/Jena 2000, S. 13.
3. ↑  Jochen Lengemann: Das Deutsche Parlament (Erfurter Unionsparlament) von 1850. Ein Handbuch: Mitglieder, Amtsträger, Lebensdaten, Fraktionen. Urban & Fischer, München/Jena 2000, S. 27.
4. ↑  Jochen Lengemann: Das Deutsche Parlament (Erfurter Unionsparlament) von 1850. Ein Handbuch: Mitglieder, Amtsträger, Lebensdaten, Fraktionen. Urban & Fischer, München/Jena 2000, S. 15.
5. ↑  Gunther Mai: Erfurter Union und Erfurter Unionsparlament. In: Gunther Mai (Hrsg.): Die Erfurter Union und das Erfurter Unionsparlament 1850. Böhlau, Köln [u. a.] 2000, S. 9–52, hier S. 34.
6. ↑  Jochen Lengemann: Das Deutsche Parlament (Erfurter Unionsparlament) von 1850. Ein Handbuch: Mitglieder, Amtsträger, Lebensdaten, Fraktionen. Urban & Fischer, München/Jena 2000, S. 31, S. 355–357.
7. ↑  Jochen Lengemann: Das Deutsche Parlament (Erfurter Unionsparlament) von 1850. Ein Handbuch: Mitglieder, Amtsträger, Lebensdaten, Fraktionen. Urban & Fischer, München/Jena 2000, S. 358–359.
8. ↑  Jochen Lengemann: Das Deutsche Parlament (Erfurter Unionsparlament) von 1850. Ein Handbuch: Mitglieder, Amtsträger, Lebensdaten, Fraktionen. Urban & Fischer, München/Jena 2000, S. 31, S. 367–369.
9. ↑  Vgl. dazu Helmut Neuhaus (Hg.): Die Brautbriefe Karl Hegels an Susanna Maria von Tucher. Aus der Verlobungszeit des Rostocker Geschichtsprofessors und der Nürnberger Patriziertochter 1849/50. (= Beihefte zum Archiv für Kulturgeschichte, Heft 87) Böhlau, Wien/Köln/Weimar 2018, besonders S. 96–125, sowie S. 198–211.
10. ↑  Jochen Lengemann: Das Deutsche Parlament (Erfurter Unionsparlament) von 1850. Ein Handbuch: Mitglieder, Amtsträger, Lebensdaten, Fraktionen. Urban & Fischer, München/Jena 2000, S. 30.
11. ↑  Jochen Lengemann: Das Deutsche Parlament (Erfurter Unionsparlament) von 1850. Ein Handbuch: Mitglieder, Amtsträger, Lebensdaten, Fraktionen. Urban & Fischer, München/Jena 2000, S. 21/22, S. 36–39.
12. ↑  Jochen Lengemann: Das Deutsche Parlament (Erfurter Unionsparlament) von 1850. Ein Handbuch: Mitglieder, Amtsträger, Lebensdaten, Fraktionen. Urban & Fischer, München/Jena 2000, S. 21/22, S. 54–57.
13. ↑  Jochen Lengemann: Das Deutsche Parlament (Erfurter Unionsparlament) von 1850. Ein Handbuch: Mitglieder, Amtsträger, Lebensdaten, Fraktionen. Urban & Fischer, München/Jena 2000, S. 22.
14. ↑  Jochen Lengemann: Das Deutsche Parlament (Erfurter Unionsparlament) von 1850. Ein Handbuch: Mitglieder, Amtsträger, Lebensdaten, Fraktionen. Urban & Fischer, München/Jena 2000, S. 15.
15. ↑  Jochen Lengemann: Das Deutsche Parlament (Erfurter Unionsparlament) von 1850. Ein Handbuch: Mitglieder, Amtsträger, Lebensdaten, Fraktionen. Urban & Fischer, München/Jena 2000, S. 15/16.
16. ↑  Jochen Lengemann: Das Deutsche Parlament (Erfurter Unionsparlament) von 1850. Ein Handbuch: Mitglieder, Amtsträger, Lebensdaten, Fraktionen. Urban & Fischer, München/Jena 2000, S. 17/18, S. 20.
17. ↑  Jochen Lengemann: Das Deutsche Parlament (Erfurter Unionsparlament) von 1850. Ein Handbuch: Mitglieder, Amtsträger, Lebensdaten, Fraktionen. Urban & Fischer, München/Jena 2000, S. 17.
18. ↑  Jochen Lengemann: Das Deutsche Parlament (Erfurter Unionsparlament) von 1850. Ein Handbuch: Mitglieder, Amtsträger, Lebensdaten, Fraktionen. Urban & Fischer, München/Jena 2000, S. 17/18.
19. ↑  Jochen Lengemann: Das Deutsche Parlament (Erfurter Unionsparlament) von 1850. Ein Handbuch: Mitglieder, Amtsträger, Lebensdaten, Fraktionen. Urban & Fischer, München/Jena 2000, S. 19.
20. ↑  Gunther Mai: Erfurter Union und Erfurter Unionsparlament. In: Gunther Mai (Hrsg.): Die Erfurter Union und das Erfurter Unionsparlament 1850. Böhlau, Köln [u. a.] 2000, S. 9–52, hier S. 37/38.
21. ↑  Jochen Lengemann: Das Deutsche Parlament (Erfurter Unionsparlament) von 1850. Ein Handbuch: Mitglieder, Amtsträger, Lebensdaten, Fraktionen. Urban & Fischer, München/Jena 2000, S. 27.